# Dolmencultuur van de Westelijke Kaukasus
De dolmencultuur van de Westelijke Kaukasus (Russisch: Дольменная культура Западного Кавказа) is een archeologische cultuur van de midden-bronstijd (2900-2800 tot 1400-1300 v.Chr.). De cultuur was verspreid over het berggebied en voorgebergte aan beide zijden van de Grote Kaukasus, in het oosten tot aan de rivier de Laba. Aan de Zwarte Zeekust bereikt het Otsjamtsjire in Abchazië. Op het vlakke land reikte de cultuur mogelijk tot op het schiereiland Taman, Karatsjaj-Tsjerkessië en tot Zjeleznovodsk in de regio Stavropol.
De cultuur is bekend door het grote aantal megalithische monumenten.

## Oorsprong en datering
De dolmencultuur volgde ongeveer 2900-2800 v.Chr. op de Novosvobodnajacultuur. Deze laatste combineerde de lokale kopertijdcultuur en de Majkopcultuur. Enige continuïteit tussen de Novosvobodnajacultuur en dolmencultuur is waargenomen. Of er sprake was van migratie van etnische groepen is niet duidelijk. De dolmens werden gebouwd tot 1400-1300 v.Chr.
Onlangs werden rotstekeningen op de dolmens gevonden, o.a. van een hertenjacht en twee gebaarde mannen. Andere afbeeldingen tonen parallellen met de antropomorfe steles van de Kemi-Obacultuur van de Krim en Zuid-Oekraïne.

## Nederzettingen
De nederzettingen bevonden zich aan het water, op rivierterrassen of hellingen, soms ook in de hoogvlaktes.
De huizen bezaten een houten frame met wanden van vlechtwerk en leem, en lemen vloeren. Steen werd alleen gebruikt voor architectonische details. Ook grotten werden gebruikt voor huisvesting. Lemen ovens, met klei bekleedde afvalputten en resten van een keramiekoven zijn gevonden.

## Economie
De economie was gebaseerd op landbouw. Varkens speelden waarschijnlijk een belangrijke rol. Ook runderen, geiten en schapen, paarden en honden werden gehouden. Jacht en visserij speelden een rol, met inbegrip van de dolfijnenvangst. Keramiek, steenbewerking, leerbewerking, metallurgie en weven zijn aangetoond.
Het land werd met schoffels bewerkt. Geoogst werd met sikkels met vuurstenen lemmets, het graan werd met raspen gemalen. Geavanceerde metallurgie liet sporen na in de vorm van gietlepels uit klei, metalen staven en gietmallen, en producten van arseenbrons. Van handel getuigen kralen van carneool uit Iran of India.

## Handwerk

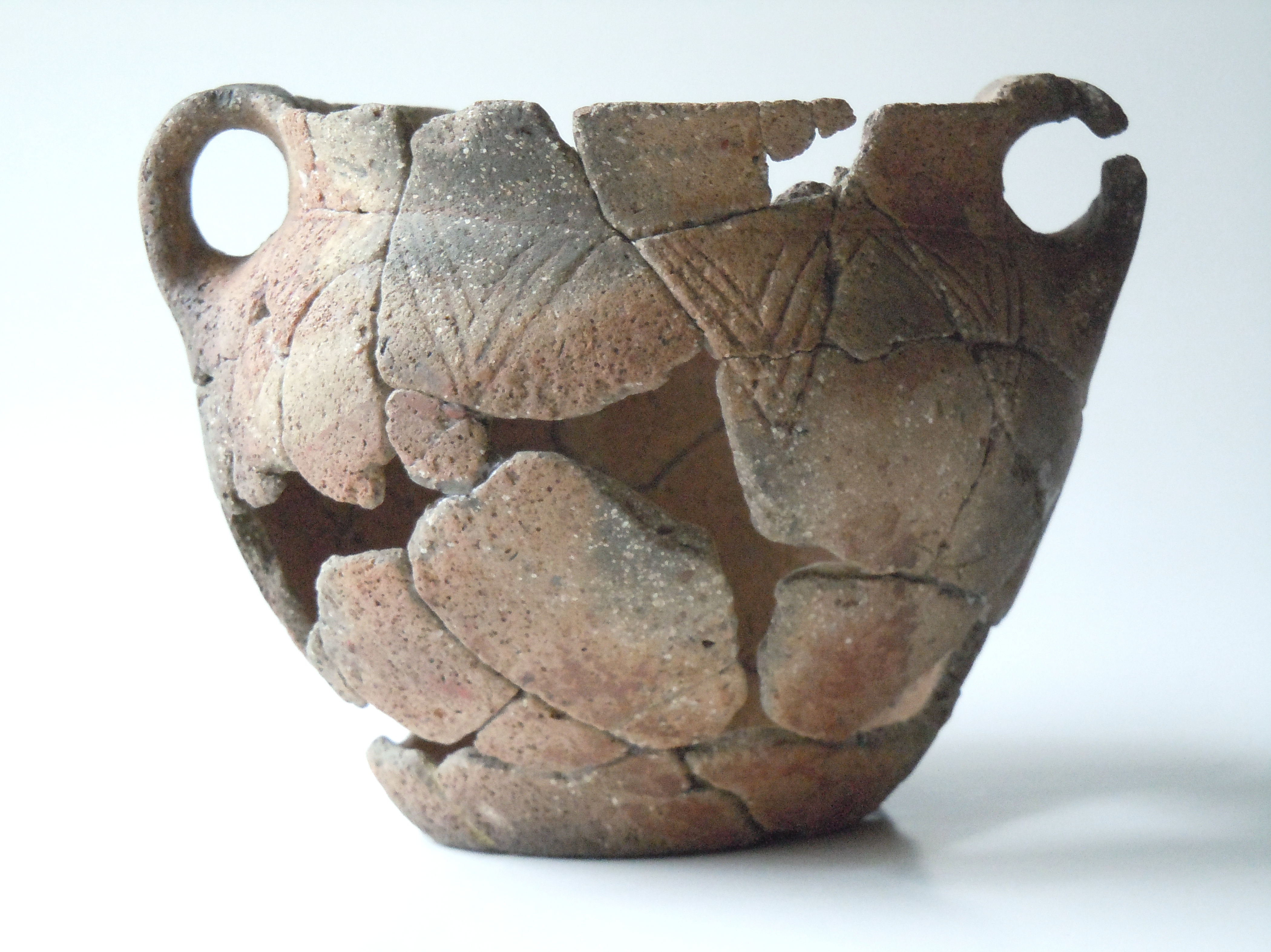
Aardewerk met door de stook veroorzaakte vlekken

Het aardewerk van de dolmencultuur heeft een veel grotere verscheidenheid van vormen en decoratieve elementen dan haar voorgangers. De technologie bleef hetzelfde: het vaatwerk werd met de hand gevormd, de scherf vaak gevlekt door het ongelijke stoken. Er werd gebruikgemaakt van verschillende verschralingsmiddelen, soms in grote hoeveelheden. De scherf werd bedekt met een laag witte, gele, bruine, rode of paarse engobe.
Het aardewerk varieerde van onversierd tot geheel gedecoreerd. Opvallend is dat ook het binnenoppervlak soms gedecoreerd is. Als decoratietechniek gebruikte men polijsten, krassen, stempels, nagelindrukken, kamvormige stempels, inkepingen en geboetseerde decoraties in de vorm van bolletjes en tepels. Sommige vaten hadden oren, gedraaide handgrepen en ogen voor het inrijgen van touwen.

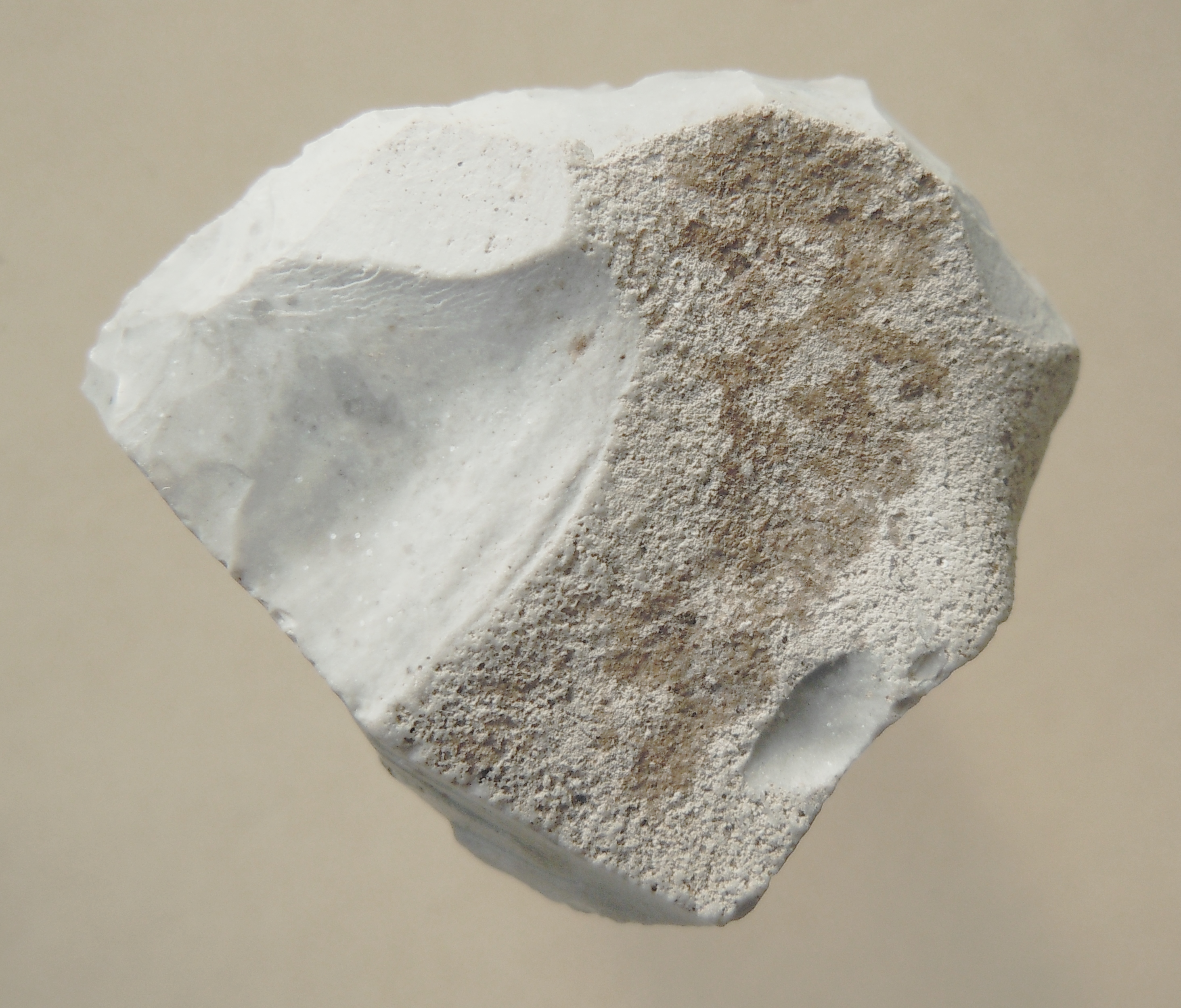
Vuurstenen schrabber

Vuursteenbewerking was nog van belang, maar nam af: er zijn relatief weinig vuurstenen werktuigen (getande of rechte lemmets voor sikkels, schrabbers, boren, pijlpunten etc.) gevonden. Pijlpunten zijn gesteeld, soms met gekartelde retouches, met rechte basis of met weerhaken.
Er zijn een groot aantal gereedschappen zoals slijpstenen, raspen, graanmaalstenen, versnipperaars en troffels gevonden. Voor hout en zachte steen werden wigvormige stenen bijlen en beitels gebruikt. Boren werden gebruikt om bijv. gaten in de koppen van strijdknotsen te maken. Er zijn vondsten van onbewerkt carneool, kralen daarvan en van andere soorten steen en een ketting van glaspasta.

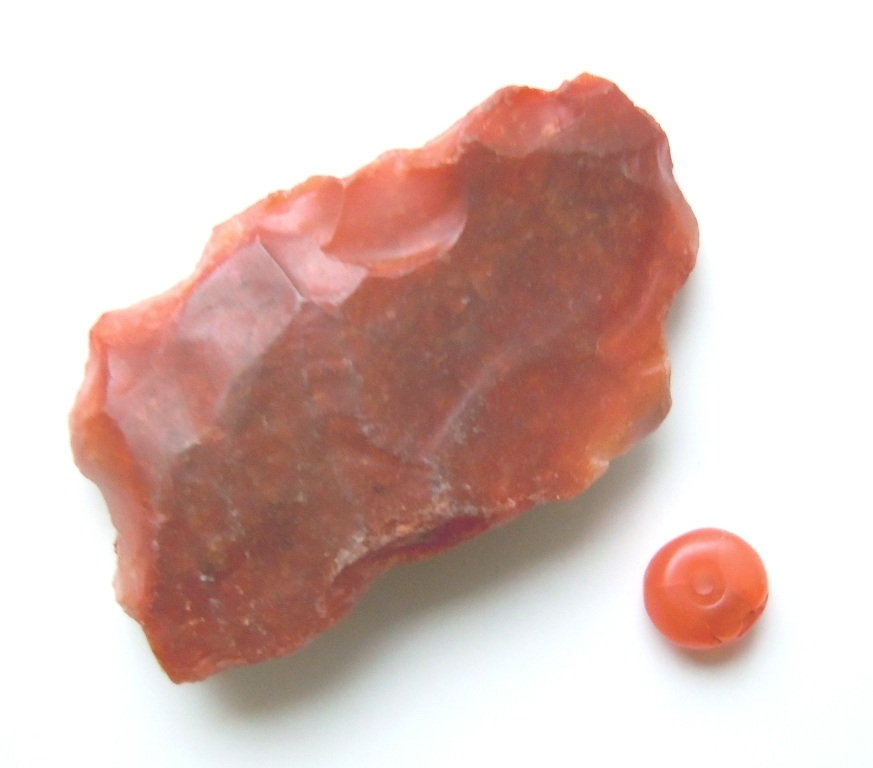
Onbewerkt carneool en kraal

In de buurt van Adler werd een kleine zandstenen skulptuur van (vermoedelijk) een klein menselijk hoofd met nogal primitieve gezichtstrekken gevonden. In de dolmen bij Otsjara in Abchazië werd een kalkstenen beeldje van een vrouw met overgewicht gevonden. Een stenen schijf met onduidelijke tekens gevonden bij een dolmen aan de rivier de Kolicho heeft nog geen analoga.
Vondsten van been zijn er weinig: boren, kralen en wat voorwerpen met onbekende functie. Een houder van hertengewei voor een stenen bijl werd gevonden.
Metalen vondsten omvatten bladvormige bronzen messen en dolken, met afgeronde of puntige uiteinden. Bijlen zijn er van twee soorten: houtsplitters en strijdbijlen met langwerpig naar beneden gebogen blad. Verder zijn bronzen dissels voor hout en steenbewerking, priemen en vleeshaken gevonden, evenals sieraden van metaal: hangers, spiraalvormige buizen, kralen.

## Begrafenisritueel
Ondanks de aanwezigheid van vrij grote nederzettingen zijn er nergens eenvoudige vlakke graven gevonden.
Op de zuidelijke helling van de Grote Kaukasus maakten de mensen van de dolmencultuur putvormige kleine ondergrondse graven. Deze waren bekleed met ruwe zwerfstenen en overdekt met een onvolledig kraaggewelf. Het bovenste gat werd afgesloten met een stenen plaat. Er werd ook begraven in steenkisten, al zijn daar weinig van bekend. De dolmens bezitten vaak een zgen. "Seelenloch".
Wat de monumentale graven betreft was hun doel duidelijk en al door de eerste studies bevestigd, en nooit een onderwerp van wetenschappelijk debat. Er zijn echter nog veel onopgeloste vragen over het begrafenisritueel en de sociale status van de overledene. Ook is het nog niet duidelijk hoe deze in verloop van tijd veranderden.
Hoewel de dolmens vaak door latere volkeren voor hun graven gebruikt werden, waardoor de oorspronkelijke begrafenis verstoord of zelfs vernietigd werd, zijn er toch voldoende waarnemingen gedaan om de begrafeniscultuur te reconstrueren.
De begrafenissen in de vroegste dolmens waren gehurkt, meest enkelvoudig en soms gepaard. Latere graven kunnen echter botten van tientallen mensen bevatten. Mogelijk is hier sprake van het bijzetten van botten of gedeeltelijk gemummificeerde resten, zoals bekend uit megalithische graven van West-Europa.

## Heiligdommen
Specifieke tempelgebouwen dolmencultuur zijn nog niet gevonden, al is er alle reden om te geloven dat een dergelijke rol werd gespeeld door de dolmens. Dit blijkt uit het ontwerp van de gebouwen (portaal, binnenplaats), die duidelijk bedoeld was om door mensen bezocht te worden en bepaalde religieuze activiteiten te verrichten. Ook andere architectonische kenmerken van de megalithische complexen geven informatie over de religieuze overtuigingen en kosmologie van de mensen. Van belang is in dit verband de grafheuvel Psynako 1 bij Toeapse, welke duidelijk de rol van rituelen in het ontwerp van sommige dolmens aantoont, zoals de aanwezigheid van galerijen. Nog onbekend is de functie van putjes en tekens op en in de dolmens of individuele rotsen (symbolen van water, bergen, kalender astrale symbolen).
Naast de dolmens bestaan er nog andere religieuze plaatsen, zoals de Koedepsta cultus- of offersteen: een zandstenen blok met erop een paar zitplaatsen, gaten en een soort afvoergoot.
Tevens zijn er meldingen van de plundering en later volledige ontmanteling van een piramidale stenen structuur in Archipo-Osipovka. Volgens rapporten was het een 12 m hoog gebouw uit vierkante stenen platen.